# For Love of Gold
For Love of Gold é um filme policial em curta-metragem norte-americano de 1908. Foi escrito e dirigido por D. W. Griffith.

## Elenco
- Harry Solter
- George Gebhardt
- Charles Gorman
- Charles Inslee